# Alceste
Pour les articles homonymes, voir Alceste (homonymie).

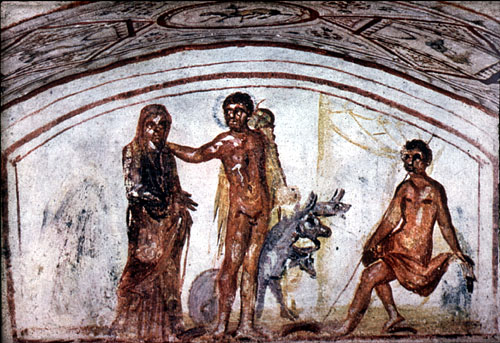
Alceste avec Héraclès et Cerbère, peinture murale dans les catacombes chrétiennes de la Via Latina, IVe siècle

Dans la mythologie grecque, Alceste (en grec ancien Ἄλκηστις / Álkêstis) est la fille de Pélias (roi d'Iolcos en Thessalie) et d'Anaxibie (fille de Bias), et la sœur d'Acaste. Son histoire est racontée par le pseudo-Apollodore dans sa Bibliothèque.

## Mythe
Alceste fut donnée en mariage à Admète, roi de Phères, grâce à l'aide d'Apollon, à un moment où ce dernier, condamné par Zeus à se mettre au service d'un mortel, était le serviteur du roi. Pélias promit de donner en mariage sa fille si Admète parvenait à lui ramener un char attelé d'un lion et d'un sanglier, ce qu'il fit. Mais Admète oublia de faire un sacrifice à Artémis à l'occasion de son mariage, et les deux jeunes mariés trouvèrent la chambre nuptiale remplie de serpents. Apollon dut de nouveau intervenir, pour calmer sa sœur. À l'instant de la mort d'Admète, le dieu invoqua les Moires pour le laisser vivre. Celles-ci acceptèrent à condition qu'une autre personne prenne sa place. Le père et la mère d'Admète refusèrent, mais par amour, Alceste conclut le marché et s'empoisonna. Héraclès la ramène des Enfers (selon d'autres traditions, Perséphone décide de renvoyer Alceste chez les vivants).
Alceste et Admète ont deux enfants, Eumélos et Périmèle.
Lors du séjour de Jason chez Pélias au retour de Colchide, Médée découpa un bélier en morceaux et le plongea dans de l'eau bouillante, il en ressortit un agneau. Convaincues par la démonstration de Médée, les sœurs d'Alceste décidèrent dès lors d'en faire autant avec leur père Pélias afin de le rajeunir. Alceste refusa de prendre part à l'expérience. Pélias ne ressortit jamais du chaudron.

## Interprétations
Dans son texte Le Banquet, le philosophe Platon propose une interprétation de ce mythe. Il suggère en effet que si Alceste est ramenée à la vie sans condition (contrairement par exemple à Orphée, qui passe un marché avec Hadès, ne respecte pas son contrat et ne peut pas ramener sa bien aimée), c'est grâce à son acte d'amour courageux et désintéressé. Alceste choisit de prendre la place de son époux défunt, et montre ainsi qu'elle est prête à laisser sa propre vie pour l'homme qu'elle aime. Platon nous explique que les dieux auraient été touchés par cet acte et que c'est pour cela qu'ils auraient décidé de lui rendre la vie. Dans Le Banquet, Platon utilise cet exemple (mis en parallèle avec les exemples d'Orphée et Eurydice, et d'Achille et Patrocle) pour montrer que l'amour triomphe quand il est sans condition.

## Évocations artistiques
La légende d'Alceste a inspiré de nombreuses œuvres, dont :
- Alceste, une tragédie grecque d'Euripide ;
- Alceste, musique de Ch. Koechlin pour les chœurs de la tragédie d'Euripide traduite par Henri Marchand ;
- Alceste, une tragédie en musique de Jean-Baptiste Lully, livret de Philippe Quinault, Paris, 1674 ;
- Alceste, un opéra de Christoph Willibald Gluck sur un livret de Ranieri de’ Calzabigi, créé en 1767 (version italienne). Version française, 1776, Paris (Le Blanc du Roullet) ;
- Alceste, un masque d'Haendel ;
- La mort d'Alceste, 1785, par Pierre Peyron (musée du Louvre) ;
- « L'Aurore triste », poème de Renée Vivien, paru dans son recueil Évocations en 1903 ;
- Le mystère d'Alceste, pièce de théâtre de Marguerite Yourcenar, en 1963 ;
- Alceste, film grec de Tony Lykouressis (1986).
- Alcest, groupe de shoegazing/post-black metal français.
- Dans son silence, thriller psychologique d'Alex Michaelides (en) (2019), Alceste, est le nom d'un autoportrait de l'artiste Alicia Berenson, malade silencieuse depuis son arrestation pour le meurtre de son époux.